# Lepidostromatales
Lepidostromatales é uma ordem de fungos pertencente à classe Agaricomycetes. É a única ordem conhecida de fungos basidiomicetos composta inteiramente por membros líquenizados. Morfologicamente, os corpos de frutificação de todas as espécies são clavarioides. Seis espécies são conhecidas, cinco das quais foram descritas no período de 2007-2013. Devido à sua semelhança morfológica com o género Multiclavula, a sua posição filogenética isolada (distinta de todas as outras ordens baseadas em dados moleculares) não foi compreendida até recentemente. Os fotobiontes que foram encontrados em associação com membros deste grupo não são conhecidos por se associarem a nenhum outro tipo de fungo liquenizado.

## Descrição
Membros de Lepidostromatales se assemelham muito a espécies de Multiclavula porque esses grupos compartilham uma combinação de corpos frutíferos clavarioides e talos liquenizados.
A primeira espécie descrita na ordem foi originalmente integrada no género Clavaria devido ao fungo com corpo frutífero clavarióide, sendo posteriormente transferida para o género Multiclavula (Cantharellales) devido ao talo liquenizado.
O grupo foi inicialmente reconhecido como distinto devido às pequenas escâmulas (estruturas semelhantes a escamas) que compõem o talo, sendo em consequência criado o género Lepidostroma. Com a adição de duas outras espécies com talo escamuloso descobertas na África Tropical, esta separação não foi aceite e Multiclavula foi novamente corrigida para incluir espécies com talos escamosos.
Lepidostroma como uma linhagem distinta, Lepidostromataceae, não relacionada com Multiclavula. A recente descoberta de mais três espécies (para um total de seis espécies), criou uma oportunidade para uma pesquisa filogenética mais aprofundada, que confirmou o isolamento da família de todas as ordens descritas. Como resultado, o grupo foi elevado ao nível de ordem (Lepidostromatales).
No entanto, análises de filogenética molecular eventualmente confirmaram Lepidostroma como uma linhagem distinta, a da família Lepidostromataceae, não relacionada com Multiclavula. A recente descoberta de mais três espécies (para um total de seis espécies), criou a oportunidade para uma pesquisa filogenética mais aprofundada, que confirmou o isolamento genético da família em relação a todas as ordens descritas. Como resultado, o grupo foi elevado ao nível de ordem, como Lepidostromatales.
Embora a separação deste grupo a partir do género Multiclavula tenha sido originalmente baseada no tipo de talo, estudos posteriores demonstraram que os membros do grupo na realidade apresentam três tipos de talo distintos, um dos quais ('crustose-granuloso') corresponde a  Multiclavula. No entanto, o fotobionte de Lepidostromatales é clorococoide em vez de coccomixoide ( que é o tipo encontrado em Multiclavula), tornando o tipo fotobionte um recurso de diagnóstico razoável para o grupo. Os três tipos de talo correlacionam-se com a divisão atual do grupo em três género:
- Ertzia Hodkinson & Lücking (2013)
- Lepidostroma Mägd. & S.Winkl. (1967)
- Sulzbacheromyces Hodkinson & Lücking (2013)

Todos os membros conhecidos desta ordem são líquens que crescem no solo em regiões tropicais da África e das Américas.